# Nemocnice Asuta Tel Aviv

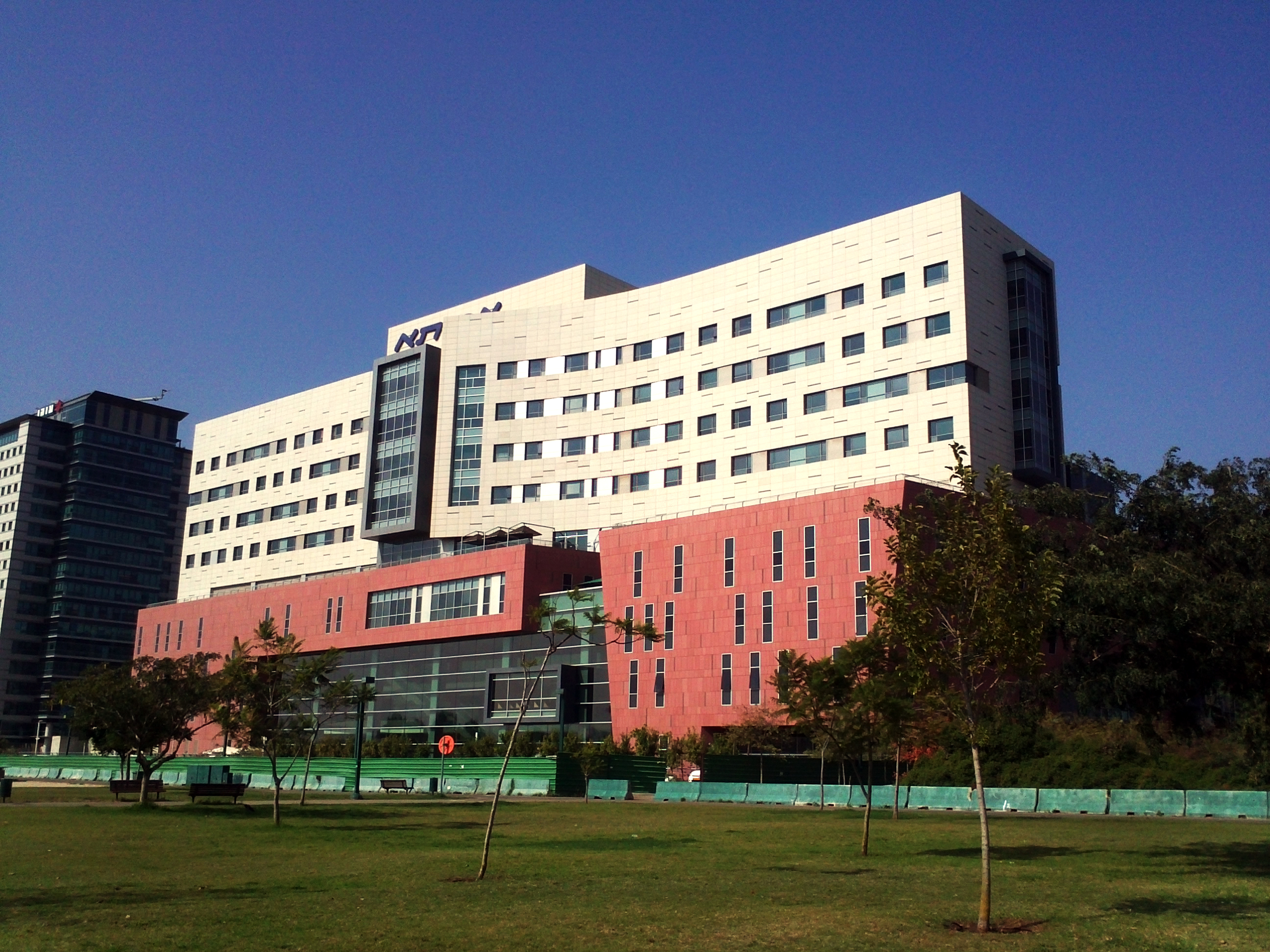
Nová budova nemocnice

Nemocnice Asuta Tel Aviv (hebrejsky: בית החולים אסותא תל אביב, Bejt cholim Asuta Tel Aviv, anglicky: Assuta Hospital) je nemocnice v severovýchodní části Tel Avivu v Izraeli.

## Geografie
Leží v nadmořské výšce cca 10 metrů na severovýchodním okraji Tel Avivu, cca 5,5 kilometru od pobřeží Středozemního moře. Na jihu ji míjí řeka Jarkon, na východě probíhá dálnice číslo 4. Na severu s ní sousedí čtvrti Jisgav a Kirjat Atidim.

## Popis
Vznikla roku 1934. Patří do sítě soukromých nemocnic Assuta, která je provozována zdravotní pojišťovnou Makabi šerutej bri'ut. Roku 2009 otevřela nový areál.